# H1N2

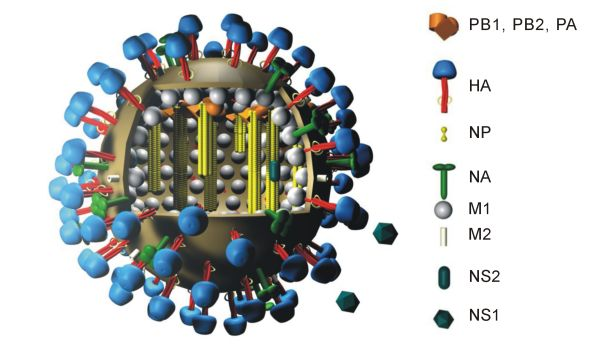

인플루엔자바이러스 A형 아형 H1N2(A/H1N2)는 인플루엔자바이러스 A형의 아형이며 조류 독감으로도 불린다. 최근 사람과 돼지 사이에서 풍토병이 되었다. 현재 사람들 사이에서 유행하는 인플루엔자바이러스 A아형은 H1N1, H1N2, H3N2 뿐이다. 다른 인플루엔자 바이러스와 비교했을 때 특별히 비정상적인 인플루엔자 활성을 보이거나 심각한 증상을 나타내지는 않는다.

## 역사
1988년 12월부터 1989년 3월 사이에  중국 6개 도시에서 인플루엔자 H1N2 바이러스 분리가 19건 확인되었으나 확산하지는 않았다.
A/H1N2는 2001년-2002년 독감 유행시기 동안 캐나다, 미국, 아일랜드, 라트비아, 프랑스, 루마니아, 오만, 인도, 말레이시아, 싱가포르에서 확인되었으며, 이 중 2001년 5월 31일 인도에서 가장 먼저 기록되었다. 2002년 2월 6일 세계보건기구(WHO)와 영국 공중보건연구소(PHLS)는 영국, 이스라엘, 이집트에서 사람으로부터 나온 인플루엔자 A/H1N2를 보고하였다.
2001년–2002년 인플루엔자 A/H1N2 위스콘신 바이러스주(Wisconsin strain)는 현재 유행하고 있는 인플루엔자 A(H1N1)와 A(H3N2) 유전자로부터 유전자재집합(reassortment)이 일어난 결과인 것으로 보인다. 인플루엔자 A(H1N2) 바이러스의 헤마글루티닌 단백질은 현재 유행하는 A(H1N1) 바이러스와 비슷하고, 뉴라미니다제 단백질은 A(H3N2) 바이러스와 비슷하기 때문에 계절성 독감 백신은 인플루엔자 바이러스에 대한 방어 기능뿐만 아니라 현재 유행하는 계절성 A(H1N1), A(H3N2), B 바이러스에 대한 방어 기능도 갖춰야 한다.
2010년 12월부터 2011년 1월 사이에 중국에서 발병 사례가 있었지만 바이러스가 더 확산되고 있다. 19명이 사망했고 현재 수 만명이 감염되었다.
2011년 12월 미네소타의 한 아기에게서 H1N2가 발견되었다.